# Großer Speerspanner
Der Große Speerspanner (Rheumaptera hastata) ist ein Schmetterling (Nachtfalter) aus der Familie der Spanner (Geometridae).

## Merkmale

### Imago
Der Schmetterling hat eine Flügelspannweite von 34 bis 38 Millimetern. Die Flügel sind schwarz mit weißen Zeichnungselementen von sehr variabler Ausdehnung. Auf die sehr schmale basale Querlinie folgt eine breitere innere Querlinie. Das dunkle Mittelfeld ist von weißen Flecken durchzogen, die mit den Querlinien zusammenhängen können. Die äußere Querlinie bildet ein breites weißes Band, in dem in der Regel eine schwarze Punktreihe liegt. Im schwarzen Saumfeld befindet sich die in weiße Flecke aufgelöste Wellenlinie, die im mittleren Teil eine zum Saum hin gerichtete pfeil- oder lanzenspitzenförmige Zeichnung bildet. Von diesem Element ist der wissenschaftliche Name der Art abgeleitet. Die Fransen sind schwarz und weiß gescheckt. Die Zeichnung der Hinterflügel ähnelt der der Vorderflügel. Bei manchen Formen ist der schwarze Grundton bis auf ein paar schwarze Flecke reduziert.

### Ei
Das Ei ist gelblich. Die Oberfläche ist mit einem retikulaten Muster versehen. Auf den Kreuzungspunkten des Netzes sitzen Warzen.

### Raupe
Die Raupe ist relativ kurz und verjüngt sich an beiden Enden etwas. Sie ist braun mit einer dunklen Mittellinie, die mit gelben Linien begrenzt ist. Auch die Nebenrückenlinie und das Seitenfeld sind gelb und können mit Punkten erweitert sein. Die Verpuppung erfolgt zwischen zusammengesponnenen Blättern.

### Puppe
Die Puppe ist braun mit einem spitzen, schwarzen Kremaster mit zwei spitzen Borsten am Ende.

## Lebensweise

### Flug- und Raupenzeiten
Der Große Speerspanner bildet eine Generation im Jahr, die von Ende April bis Ende Juli fliegt, in höheren Lagen etwas später. Die Eier werden an Birken (Betula), Rauschbeeren (Vaccinium uliginosum) und Blaubeeren (Vaccinium myrtillus) abgelegt. Die Raupen sind von Juni bis August zu finden. Sie leben zwischen zusammengesponnenen Blättern, wo auch die Verpuppung erfolgt. Die Puppe überwintert. Im Frühjahr schlüpfen dann die Falter.

## Vorkommen
Die Art kommt vor allem in feuchten Wäldern, Wiesentälern, Hoch- und Birkenmooren vor. Sie steigt in den Alpen bis auf 1.900 Meter Höhe an. In Norddeutschland ist sie jedoch etwa auf die Ebenen und das flache Hügelland beschränkt. In den tieferen Tälern der Südalpen fehlt die Art. Die Art ist meist nicht selten, aber meist auch nicht gerade häufig. Die Bestände schwanken von Jahr zu Jahr stark.

## Verbreitung

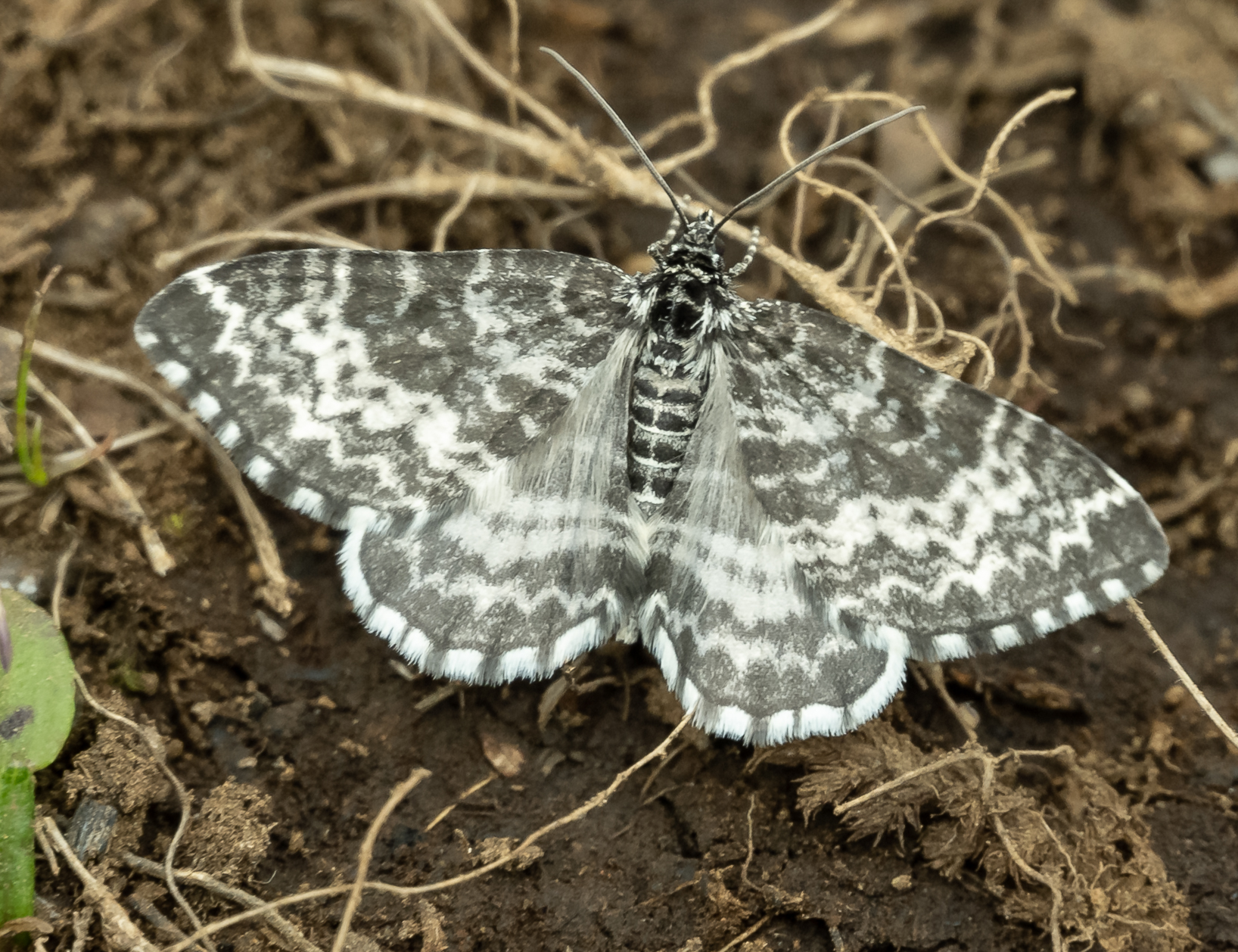
Rheumaptera hastata ssp. thulearia

Die Art kommt in fast allen Teilen Europas vor. Das Verbreitungsgebiet erstreckt sich dann über das nördliche Asien bis nach Fernost und weite Teile Chinas. Die Art kommt auch in großen Teilen Nordamerikas vor. Derzeit werden drei Subspezies unterschieden Rheumaptera hastata hastata, Rheumaptera hastata nigrescens und Rheumaptera hastata thulearia.